# 陶克陶巴伊
陶克陶巴伊，是匈牙利包尔绍德-奥包乌伊-曾普伦州所辖的一个村。总面积16.82平方公里，总人口586，人口密度34.8人/平方公里（2011年1月1日）。